# Plesiodema pinetella
Plesiodema pinetella is een wants uit de familie van de blindwantsen (Miridae). De soort werd het eerst wetenschappelijk beschreven door Johan Wilhelm Zetterstedt in 1828.

## Uiterlijk
De blindwants is bedekt met fijne grijze haartjes, is altijd macropteer en kan 2,5 tot 3,5 mm lang worden.  Het lichaam van de mannetjes is langwerpig en zwart of grijsbruin en het vrouwtje is ovaal en geelbruin. De kop, het halsschild en het scutellum zijn zwart of zwartbruin en glanzend. Het uiteinde van het hoornachtige deel van de vleugels, de (cuneus) is licht aan het begin. Het lichtgrijze doorzichtige deel van de voorvleugels heeft aders die dezelfde kleur hebben als de voorvleugels. De pootjes zijn geelbruin of roodgeel met op de schenen kleine bruine stekeltjes. De antennes zijn bruingeel, bij het mannetje donkerder.

## Leefwijze
De soort overwintert als eitje en er is een enkele generatie per jaar. De volwassen wantsen kunnen van mei tot juli gevonden worden op dennen in bossen en tuinen. De wants leeft voornamelijk op coniferen zoals grove den (Pinus sylvestris), zwarte den (Pinus nigra) en bergden (Pinus mugo).

## Leefgebied
In Nederland is de soort niet zeldzaam. De wants komt voor in het Palearctisch gebied, van Europa tot Noord-Afrika en in Azië tot het Verre Oosten.